# Puško na rame
Puško na rame (angleško Shoulder Arms) je ameriški nemi komični film iz leta 1918, drugi Chaplinov za studio First National Pictures. Dogajanje je postavljeno v Francijo med prvo svetovno vojno, velik del filma se odvija v sanjah. V glavnih vlogah sta nastopila še Edna Purviance in Sydney Chaplin.

## Zgodba
Charlie se v vojaškem pripravljalnem kampu znajde v »čudni enoti«. Ko prispejo v Francijo, od doma ne dobiva pisem. Končno zanj prispe paket, toda v njem je v njem sir limburger, ob katerem si mora nadeti plinsko masko in ki ga vrže v nemški jarek. Povzpne se čez nikogaršnje ozemlje v nemški jarek in zajame trinajst ujetnikov. Javi se, da se zamaskiran v deblo poda v nemške jarke, kjer s pomočjo francoskega dekleta zajame nemškega cesarja in prestolonaslednika. V New Yorku mu v čast postavijo spomenik in priredijo parado, ko ga soborci prebudijo iz sanj.

## Igralska zasedba
- Charles Chaplin ... Charlie, Doughboy
- Edna Purviance ... francosko dekle
- Syd Chaplin ... stotnik, Charliejev prijatelj/nemški cesar
- Jack Wilson ... nemški prestolonaslednik
- Henry Bergman ... debel nemški narednik/maršal von Hindenburg/natakar
- Albert Austin ... ameriški oficir/obriti nemški vojak/bradati nemški vojak
- Tom Wilson ... neumni nemški gozdar
- John Rand ... mali nemški oficir
- J. Parks Jones ... ameriški vojak (kot Park Jones)
- Loyal Underwood ... mali nemški oficir
- W.J. Allen ... motociklist
- L.A. Blaisdell ... motociklist
- Wellington Cross ... motociklist
- C.L. Dice ... motociklist
- G.A. Godfrey ... motociklist
- W. Herron ... motociklist

## Odziv
Puško na rame je bil Chaplinov najuspešnejši film, tako pri kritikih, kot po ogledu, do tedaj. Kritika 21. novembra 1918 v New York Timesu:

»Tepček je smešen«, je bila ena od najpreprostejših ocen gledalcev novega filma Charlieja Chaplina - Puško na rame, predvajan v Strandu včeraj - in tako so menili vsi prisotni. Prisotne so bile globoke razprave, če je Chaplinova komedija lahka ali globoka, umetniška ali surova, toda nihče ne more zanikati, da je njegova poosebitev tepčka smešna. Večina tistih, ki ob ogledu filma išče v njem napake, se tudi smeji. Morda film kritizirajo, toda vseeno se mu smejijo.